# Милош Крушчић
Милош Крушчић је бивши српски фудбалер. Рођен је 3. октобара 1976. године у Београду, Србија. Своју каријеру почео је у млађим категоријама београдског Партизана а у сениорској конкуренцији наступао је за суботички Спартак, Земун и руски Ростов.